# Президентски избори в Русия (2008)
Президентските избори в Русия се провеждат на 2 март 2008 г. в съответствие с решението на Съвета на федерацията. Руският президент Владимир Путин (2000 – 2008) според клауза 3 от член 81 на руската конституция няма право да се кандидатира за президент за трети пореден път.
Съгласно Указ на Централната избирателна комисия на Руската федерация от 7 март 2008 г. № 104 / 777-5 „За резултатите от изборите за президента на Руската федерация“, публикуван в „Российская газета“ на 8 март 2008 г., Дмитрий Анатолиевич Медведев е избран за президент на Руската федерация, като получава 70,28% от гласовете. Той встъпа в длъжност като президент на Русия на 7 май 2008 г.

## Резултати
| Кандидати                                     | Кандидати                                     | Партия                                        | Гласове     | %      |
| --------------------------------------------- | --------------------------------------------- | --------------------------------------------- | ----------- | ------ |
|                                               | Дмитрий Медведев                              | Единна Русия                                  | 52 530 712  | 70,28  |
|                                               | Генадий Зюганов                               | Комунистическа партия на Руската федерация    | 13 243 550  | 17,72  |
|                                               | Владимир Жириновски                           | Либерално-демократическа партия               | 6 988 510   | 9,35   |
|                                               | Андрей Богданов                               | Демократическа партия на Русия                | 968 344     | 1,30   |
| Невалидни/празни гласове                      | Невалидни/празни гласове                      | Невалидни/празни гласове                      | 1 105 533   | –      |
| Общо                                          | Общо                                          | Общо                                          | 74 746 649  | 100,00 |
| Регистрирани избиратели/избирателна активност | Регистрирани избиратели/избирателна активност | Регистрирани избиратели/избирателна активност | 107 222 016 | 69,7   |
| Източник: ЦИК                                 |                                               |                                               |             |        |